# Вербовка (приток Русской)
Вербо́вка — река в Ставропольском крае России, левый приток реки Русской.
Входит в «Перечень объектов, подлежащих региональному государственному надзору в области использования и охраны водных объектов на территории Ставропольского края», утверждённый постановлением Правительства Ставропольского края от 5 мая 2015 года № 187-п.

## География
Длина реки — 25 км, площадь водосборного бассейна — 135 км².
Вербовка берёт начало на западном склоне Ставропольской возвышенности в Русском лесу (урочище Русская Лесная Дача), в черте Ставрополя (на выезде из города по дороге на Новомарьевскую). Устье находится на восточной окраине хутора Козлов Изобильненского района.
На реке обустроено пять прудов. На пруду «Вербовая балка» находится база отдыха.
В истоке реки расположен кордон Верхневербовый.

## Гидрология
Питание реки смешанное — родниковое, дождевое и снеговое. В пределах Ставропольской горы река течёт в глубоких оврагах, которые быстро заполняются водой во время дождя и река превращается в бурный поток.

## Притоки
В Вербовку впадают многочисленные лесные родники и ручьи. Наиболее крупным её притоком является река Медведка.

## Хозяйственное использование
До конца 1960-х гг. с питающих реку родников осуществлялось водоснабжение Ставрополя. В верховьях реки остались следы этой деятельности в виде многочисленных полуразрушенных инженерных сооружений. Ниже по течению находятся сливные сооружения, частично работающие до сих пор.
В настоящее время река загрязнена и не используется населением.

## Изображения

Река Вербовка
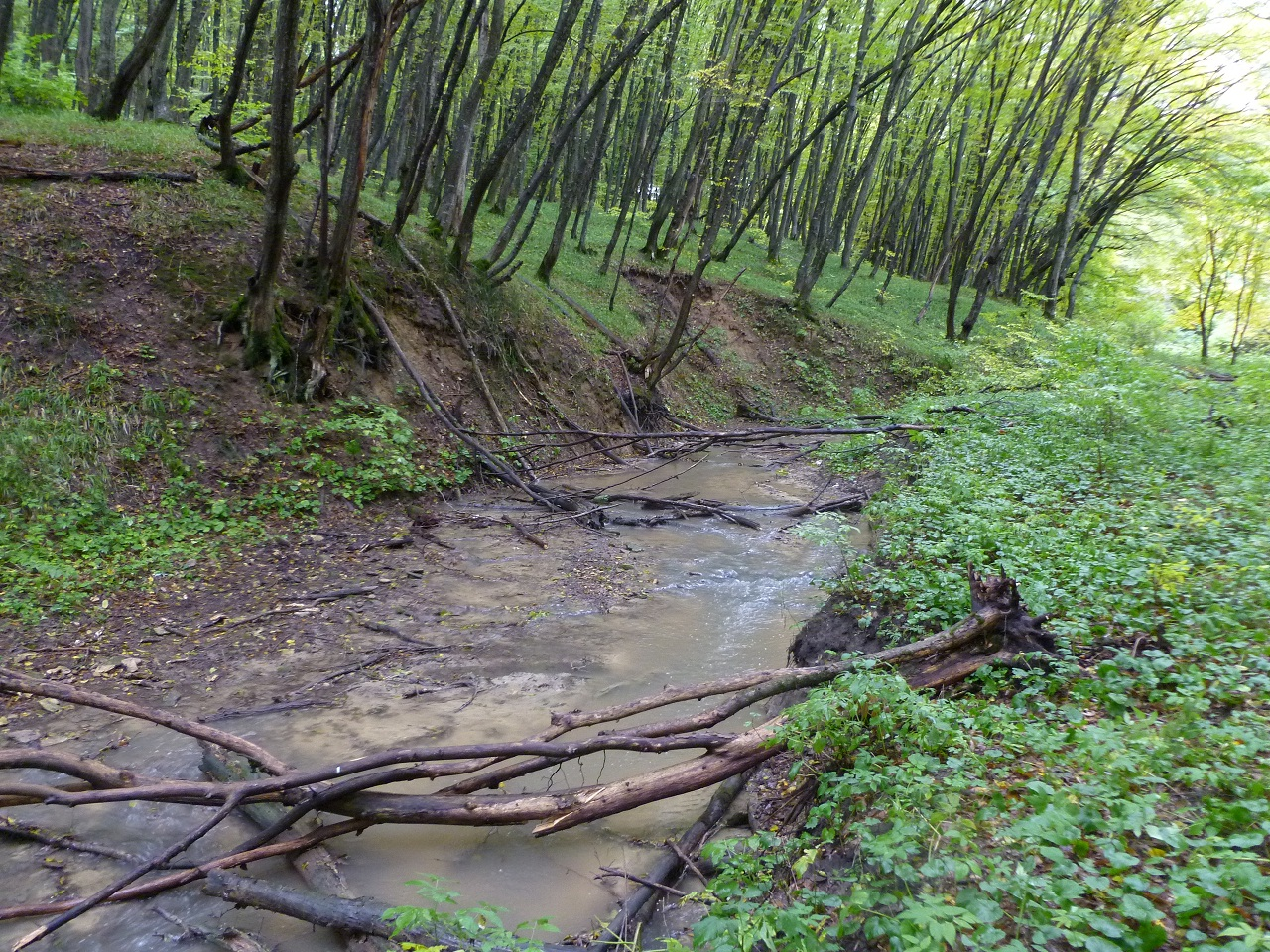
Река у истока
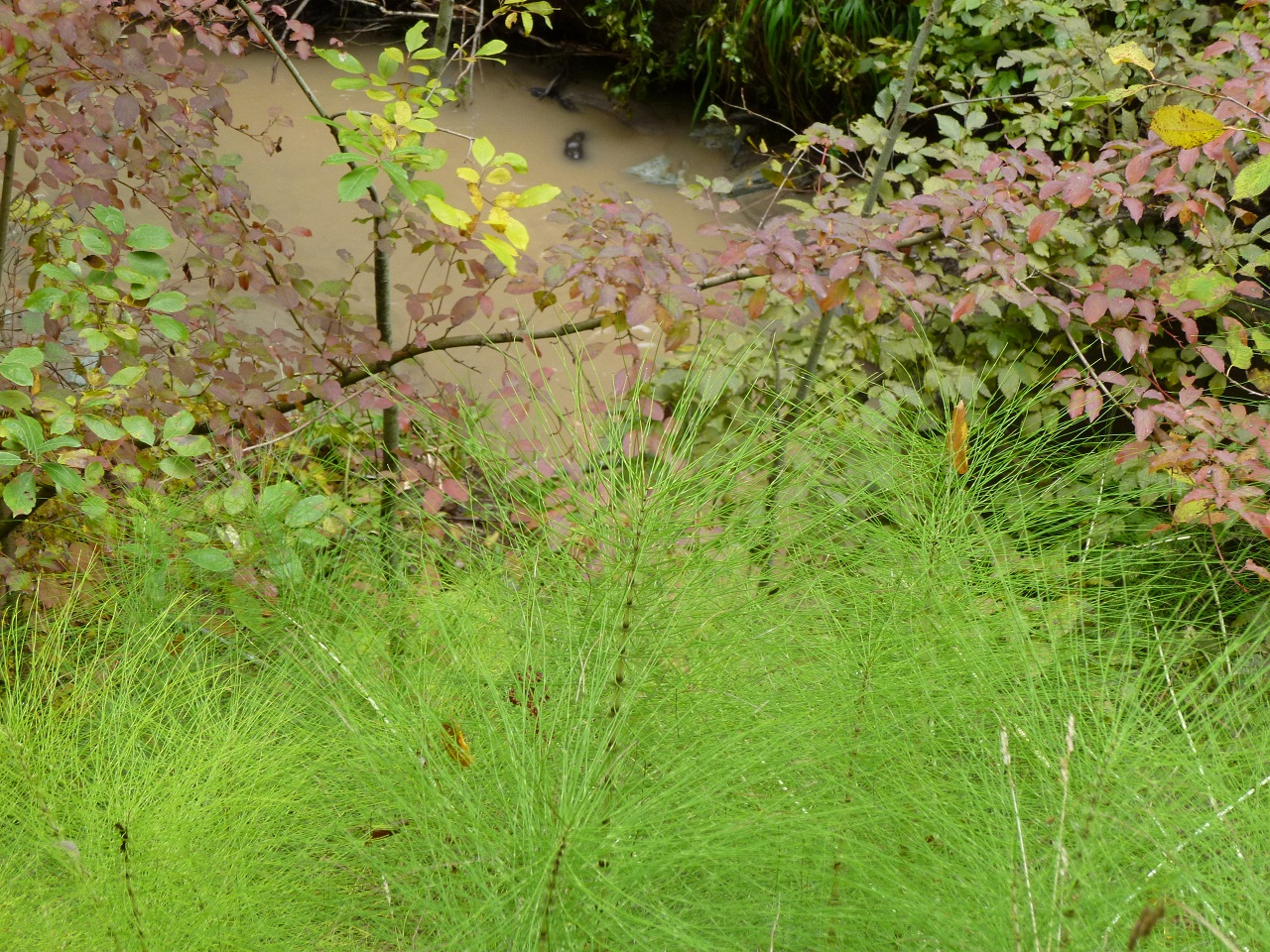
безымянный приток
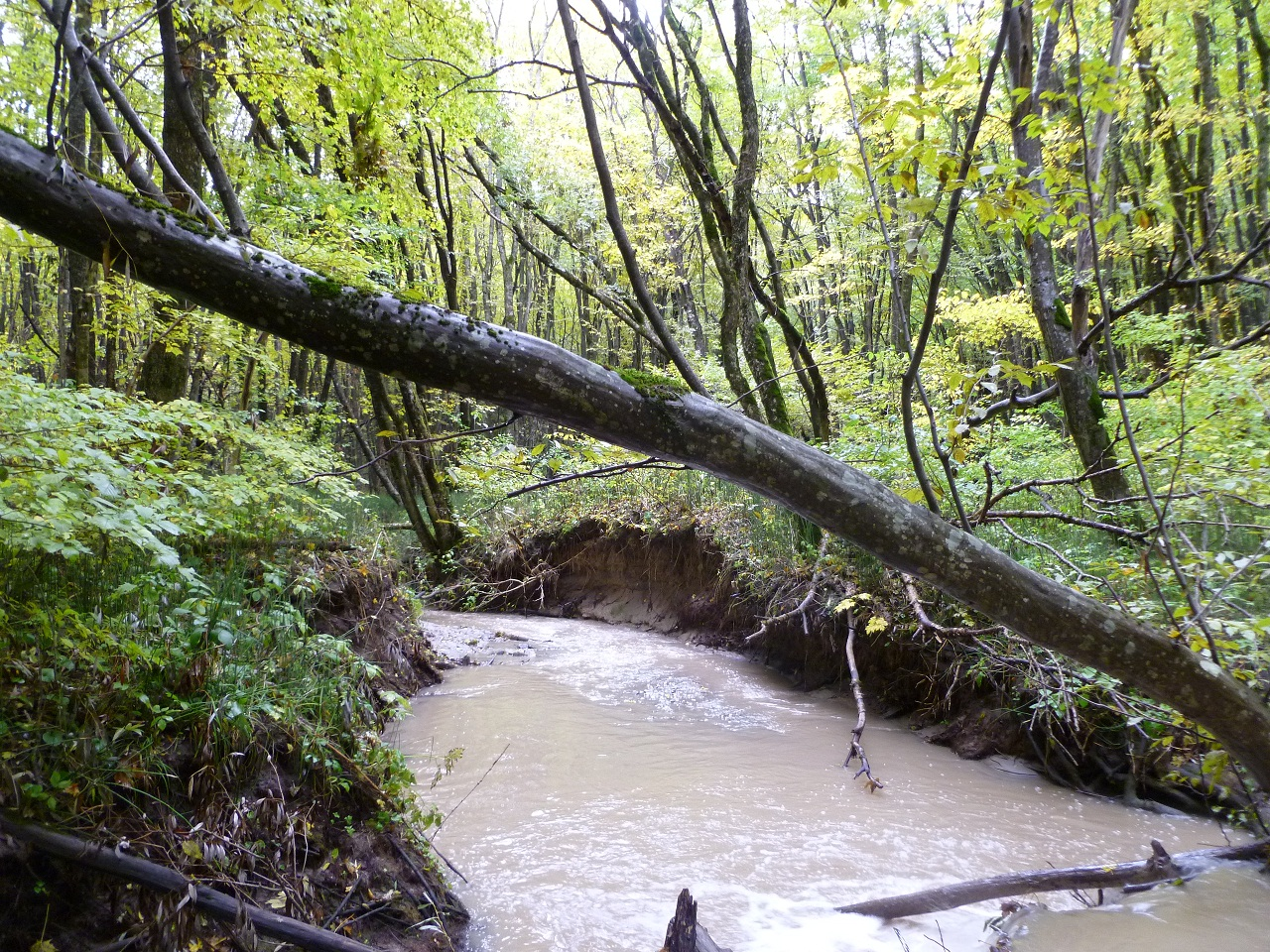
Вербовка в Русском лесу
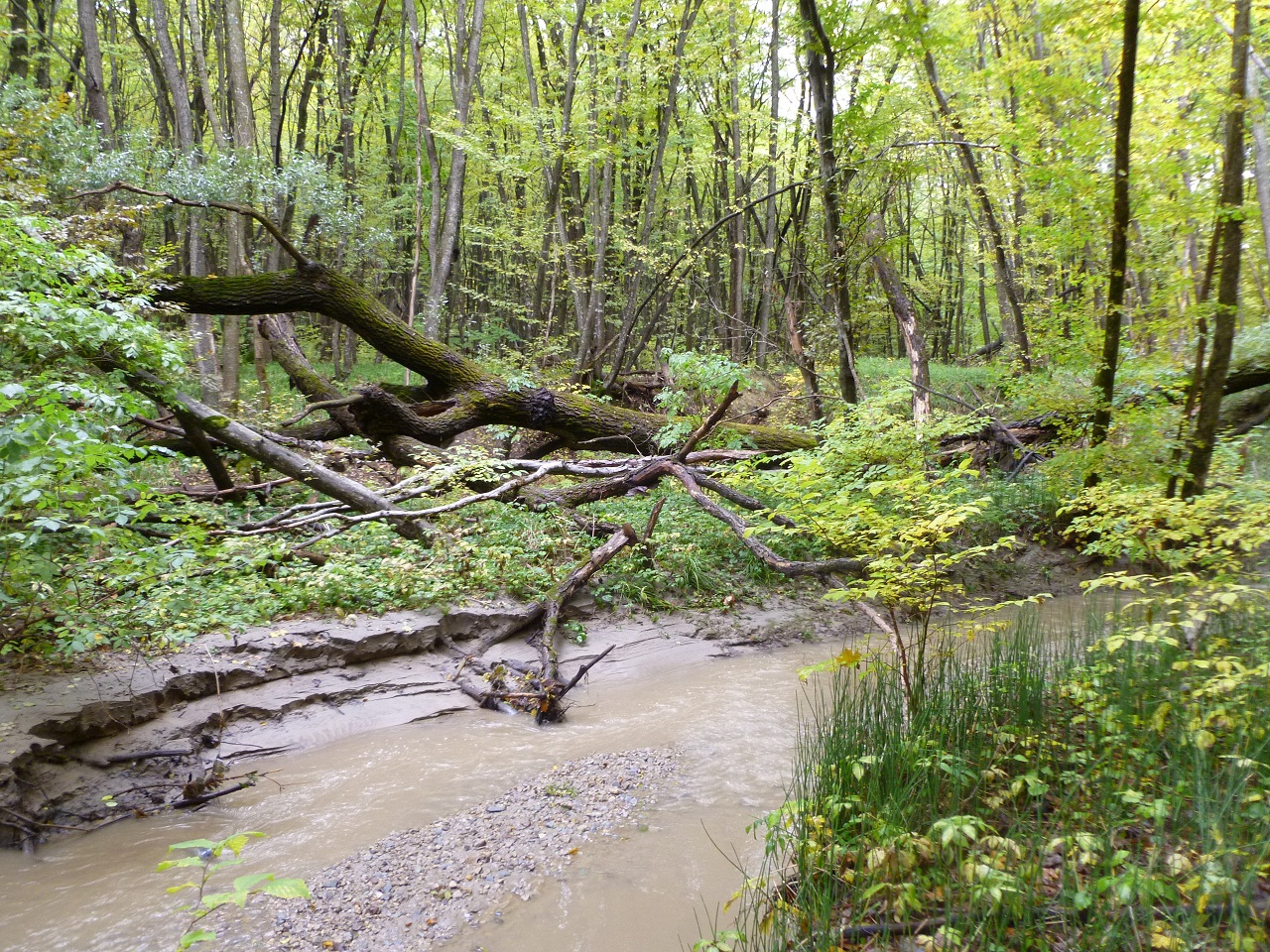
Вербовка в Русском лесу
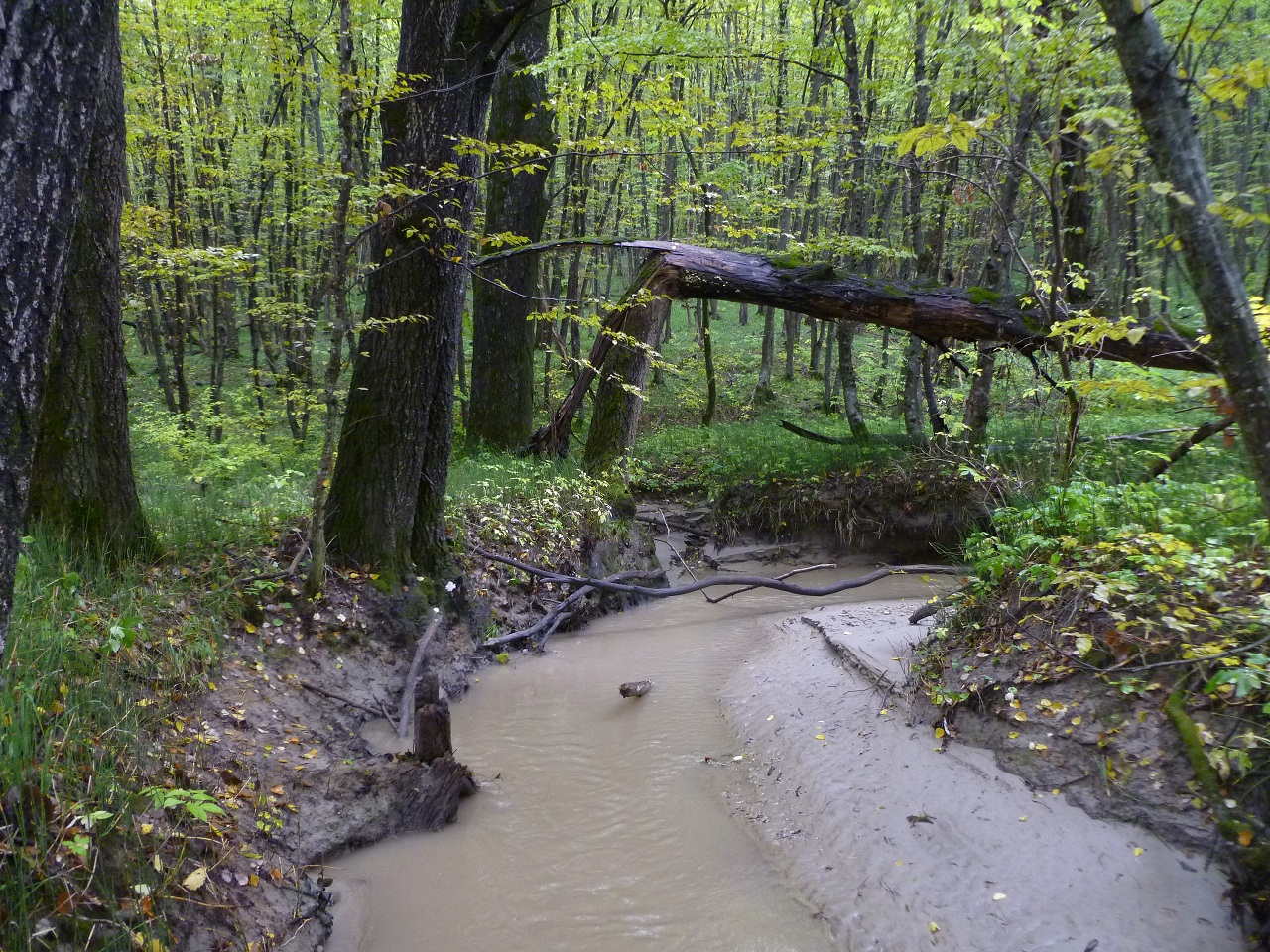
Вербовка в Русском лесу
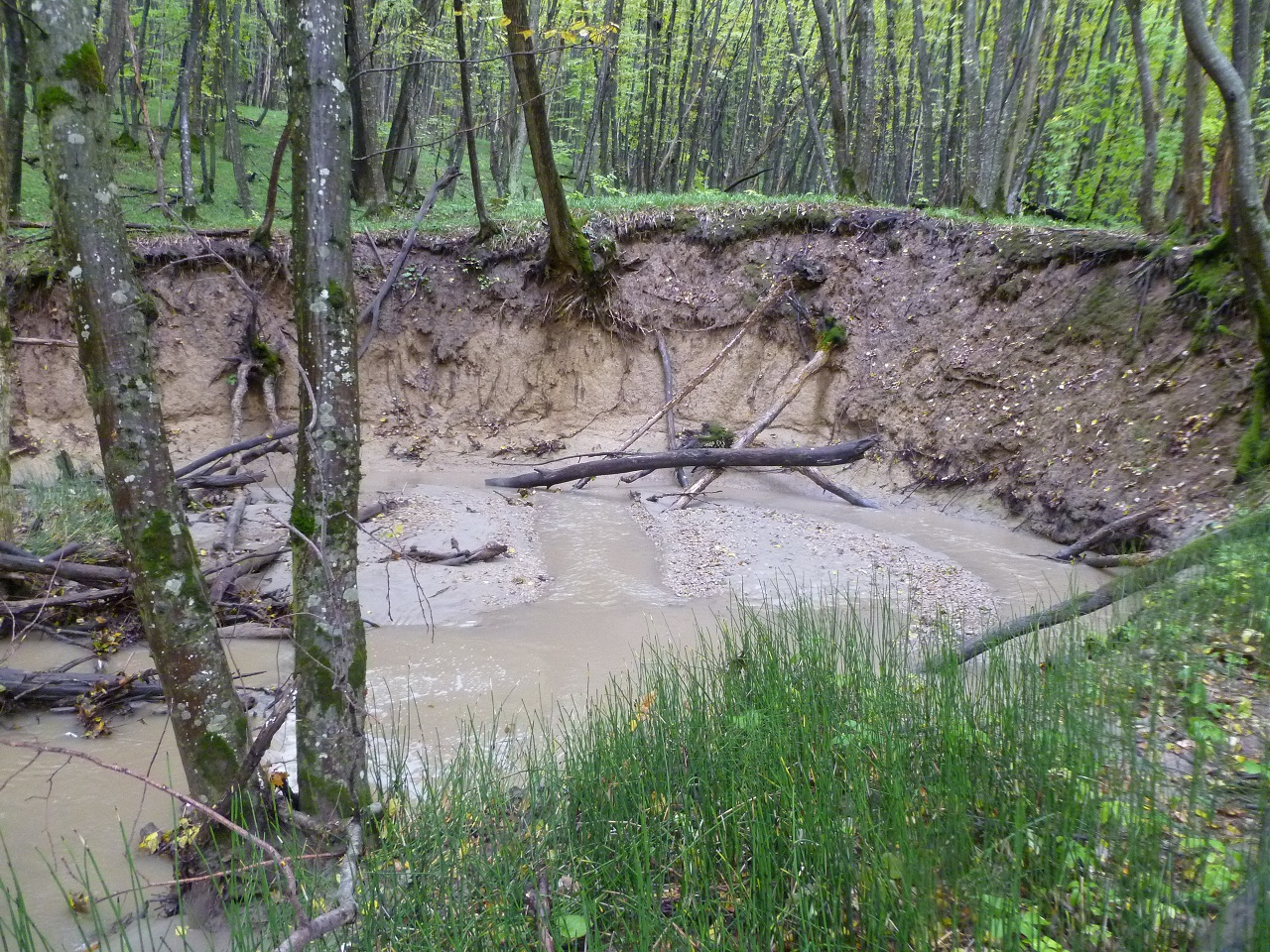
Вербовка в Русском лесу
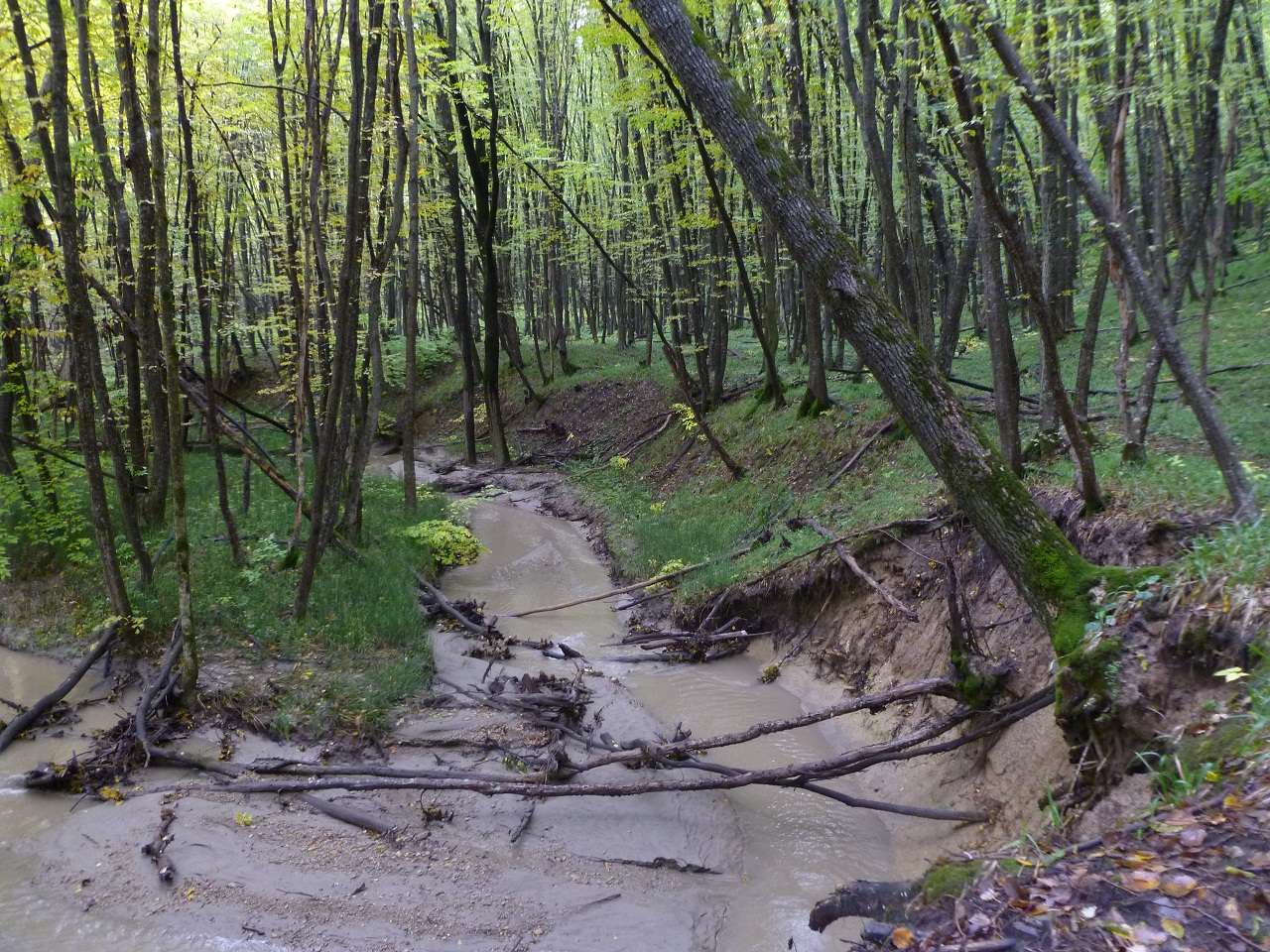
Вербовка в Русском лесу
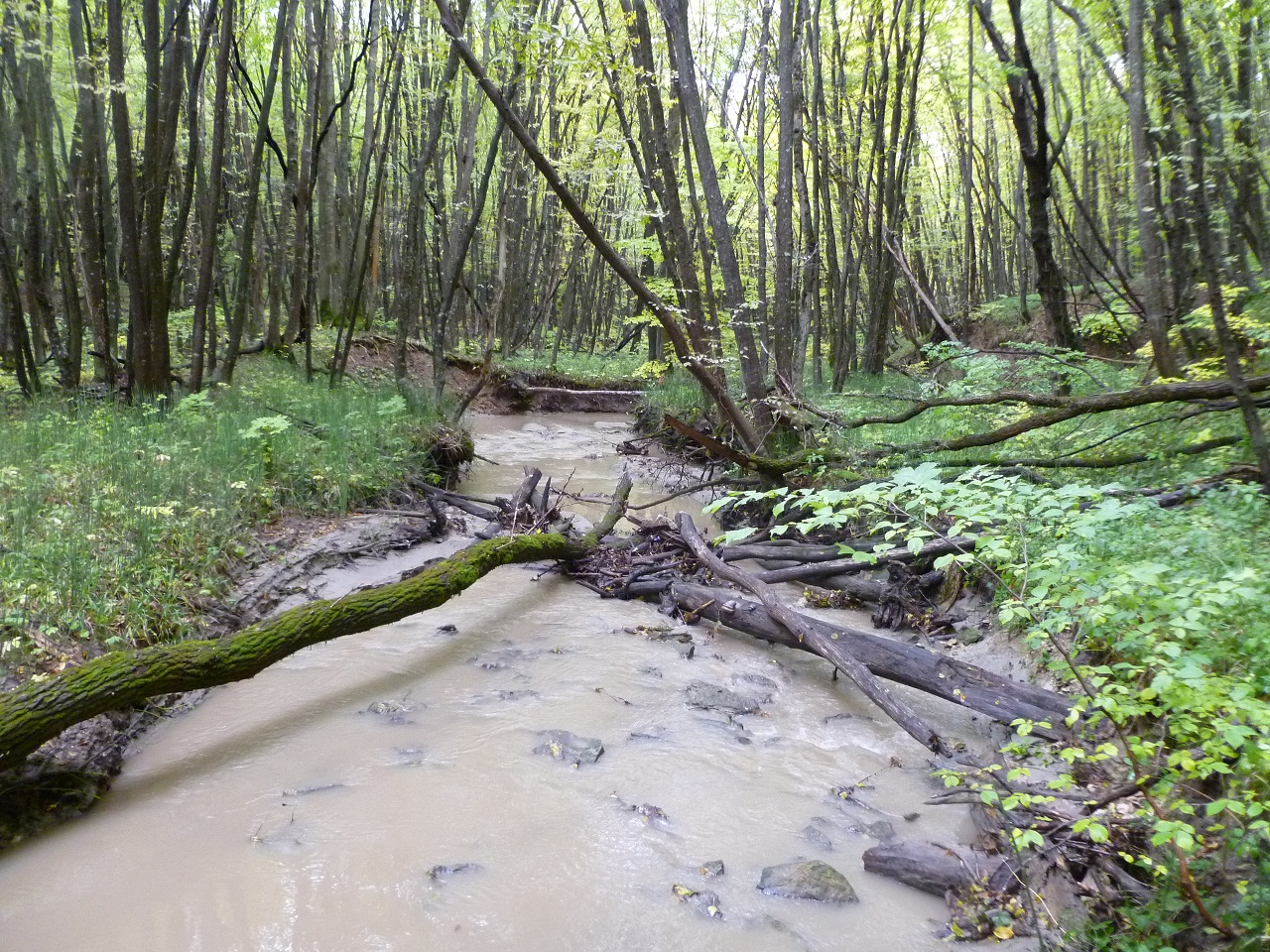
Вербовка в Русском лесу
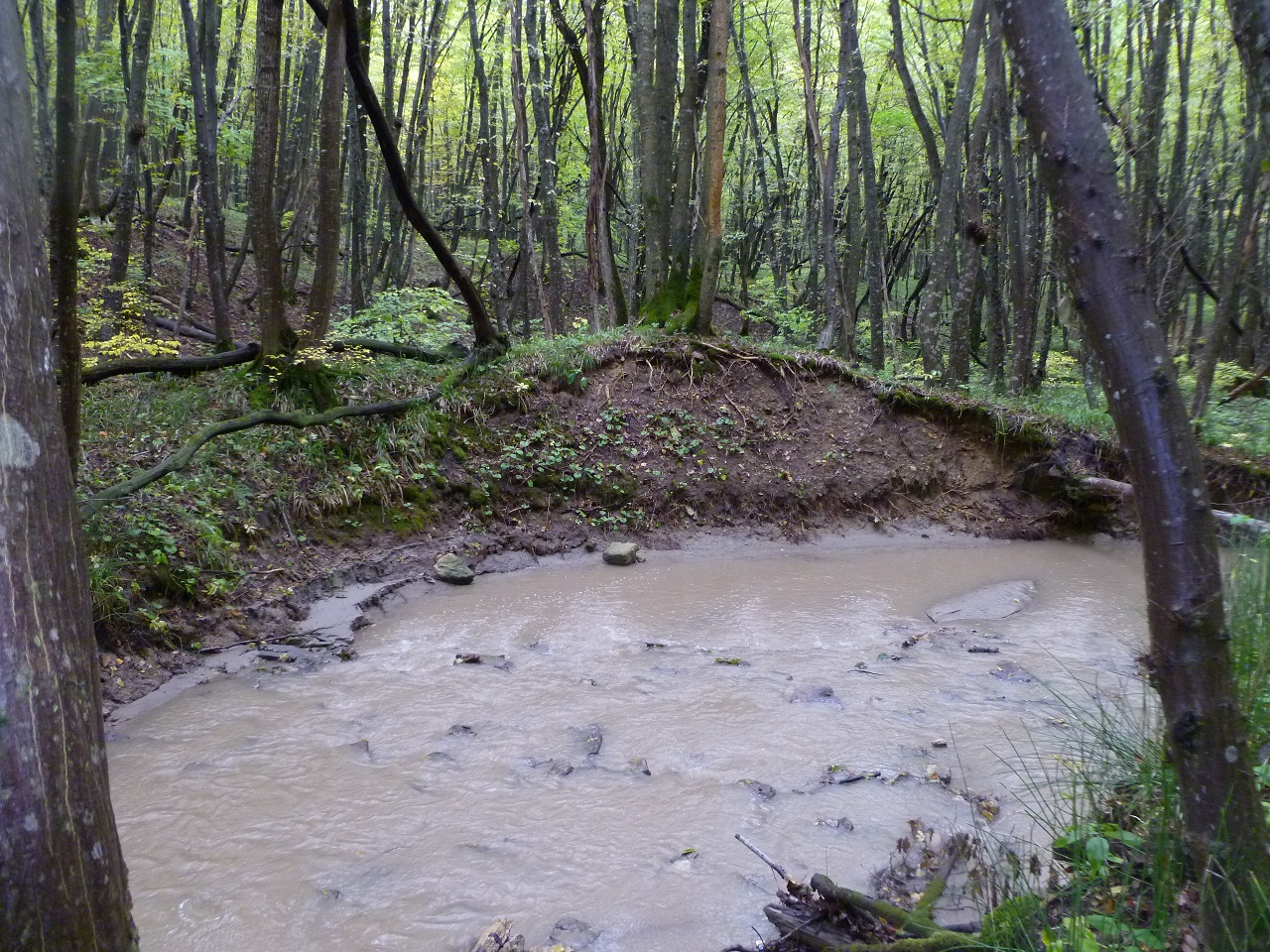
Вербовка в Русском лесу
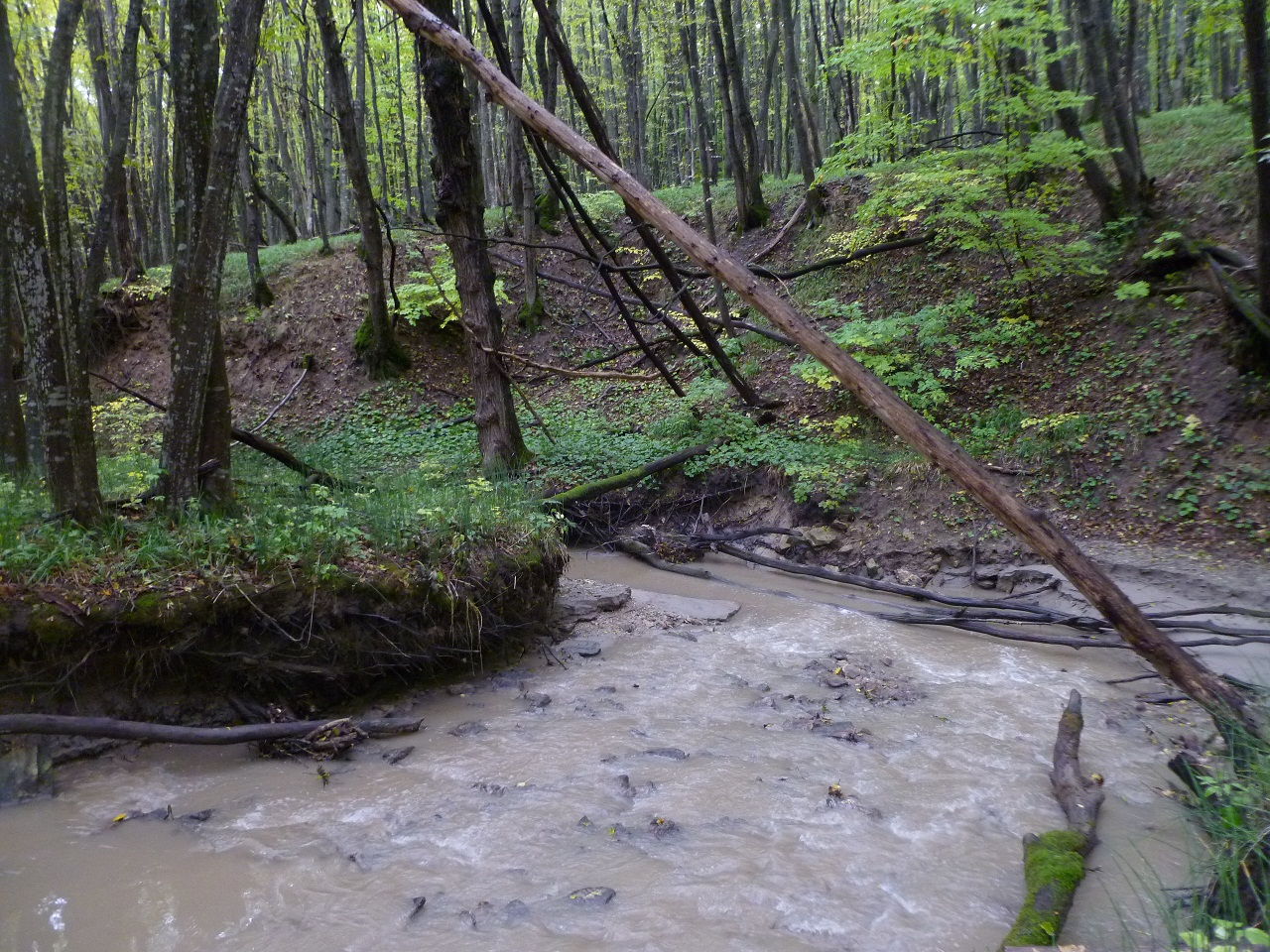
Вербовка в Русском лесу
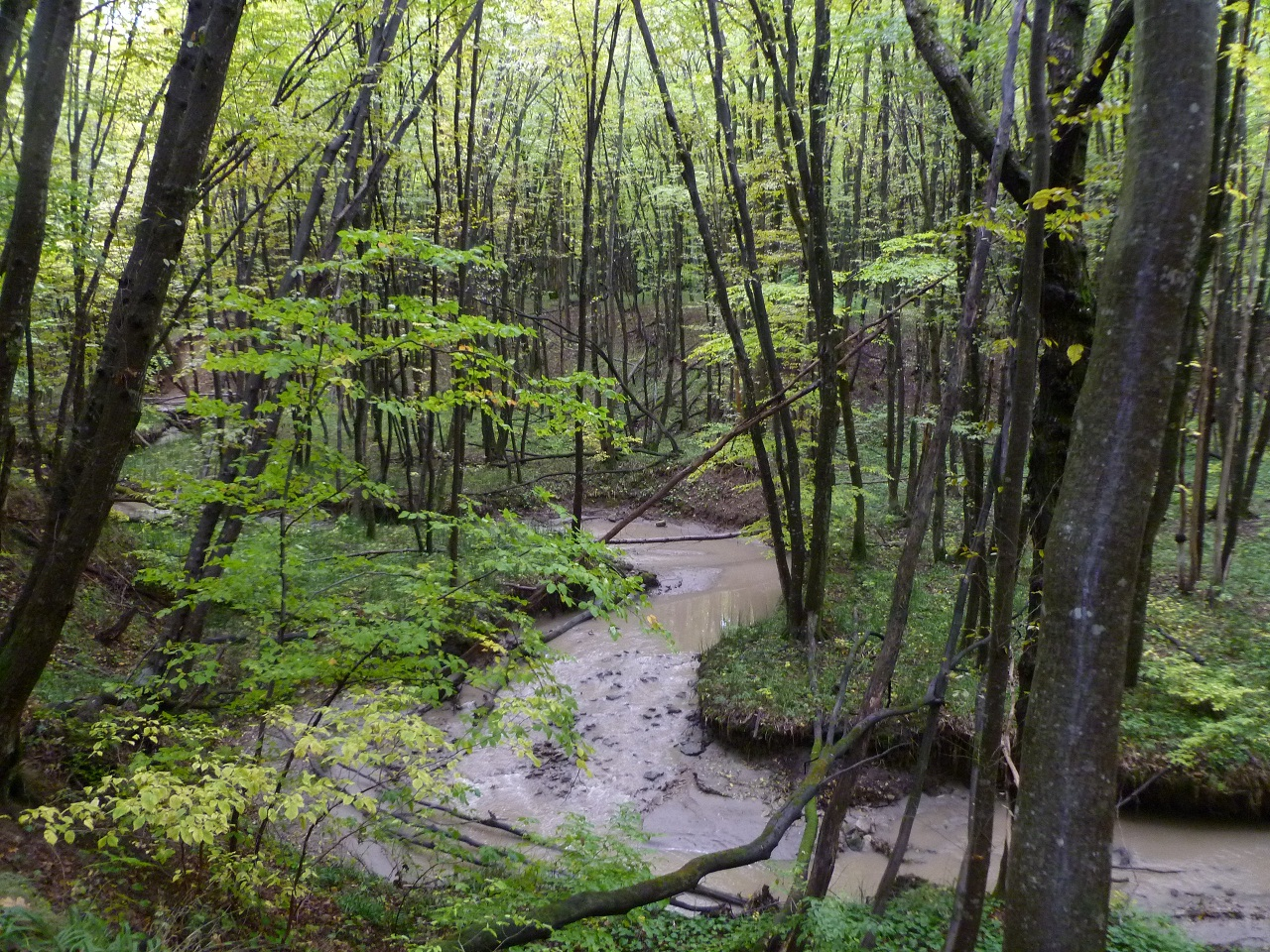
Вербовка в Русском лесу
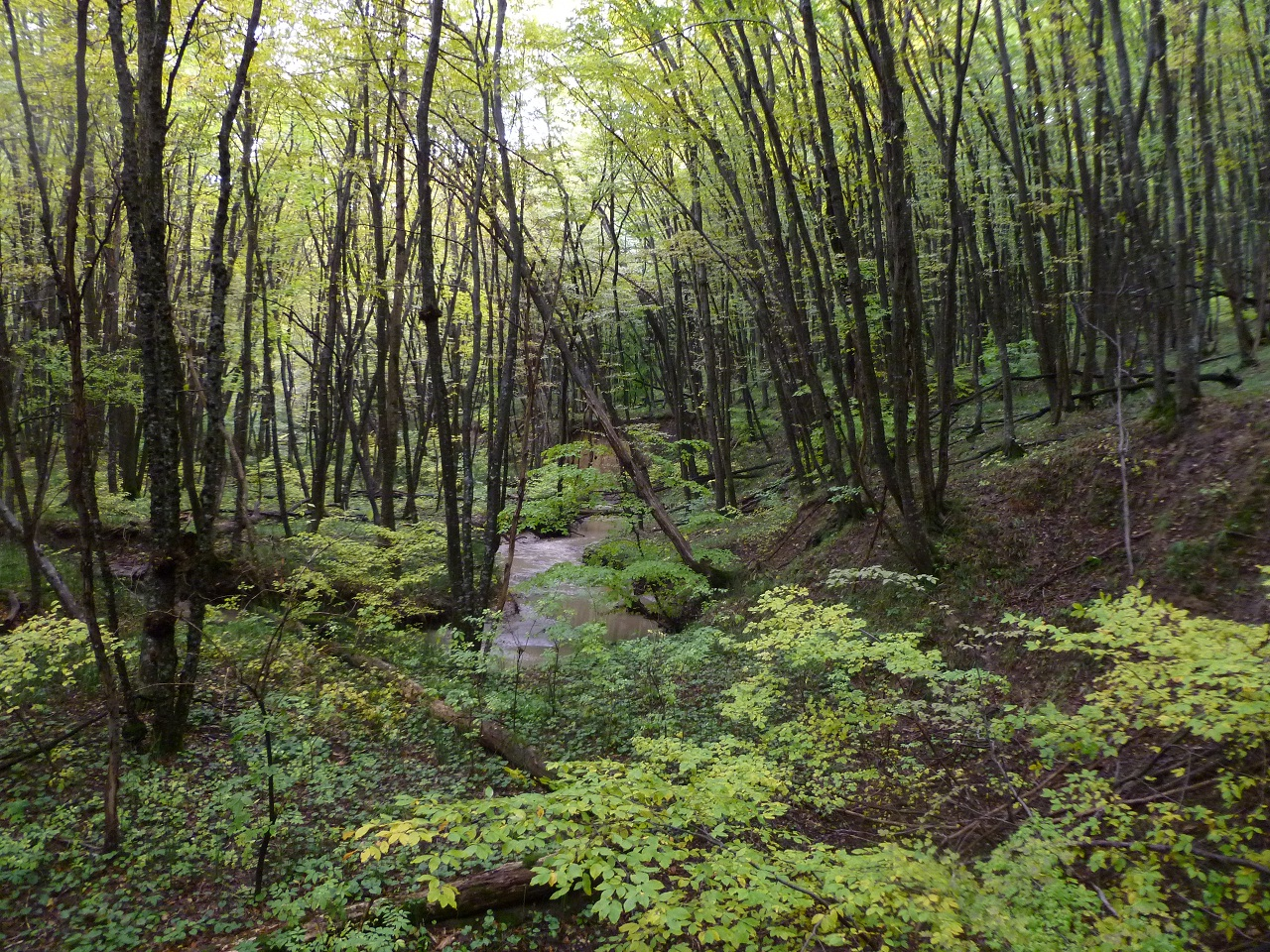
Вербовка в Русском лесу
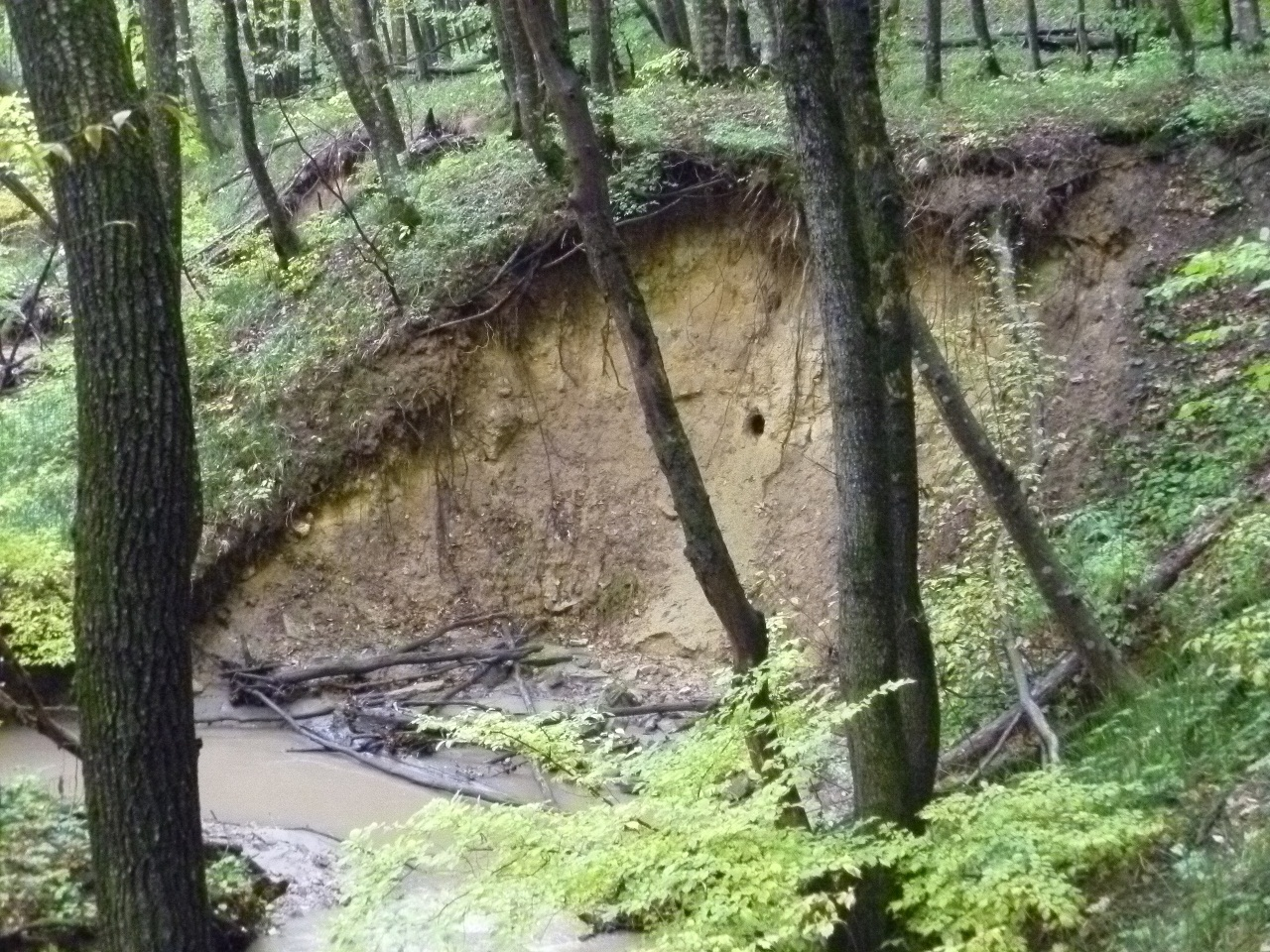
Вербовка в Русском лесу
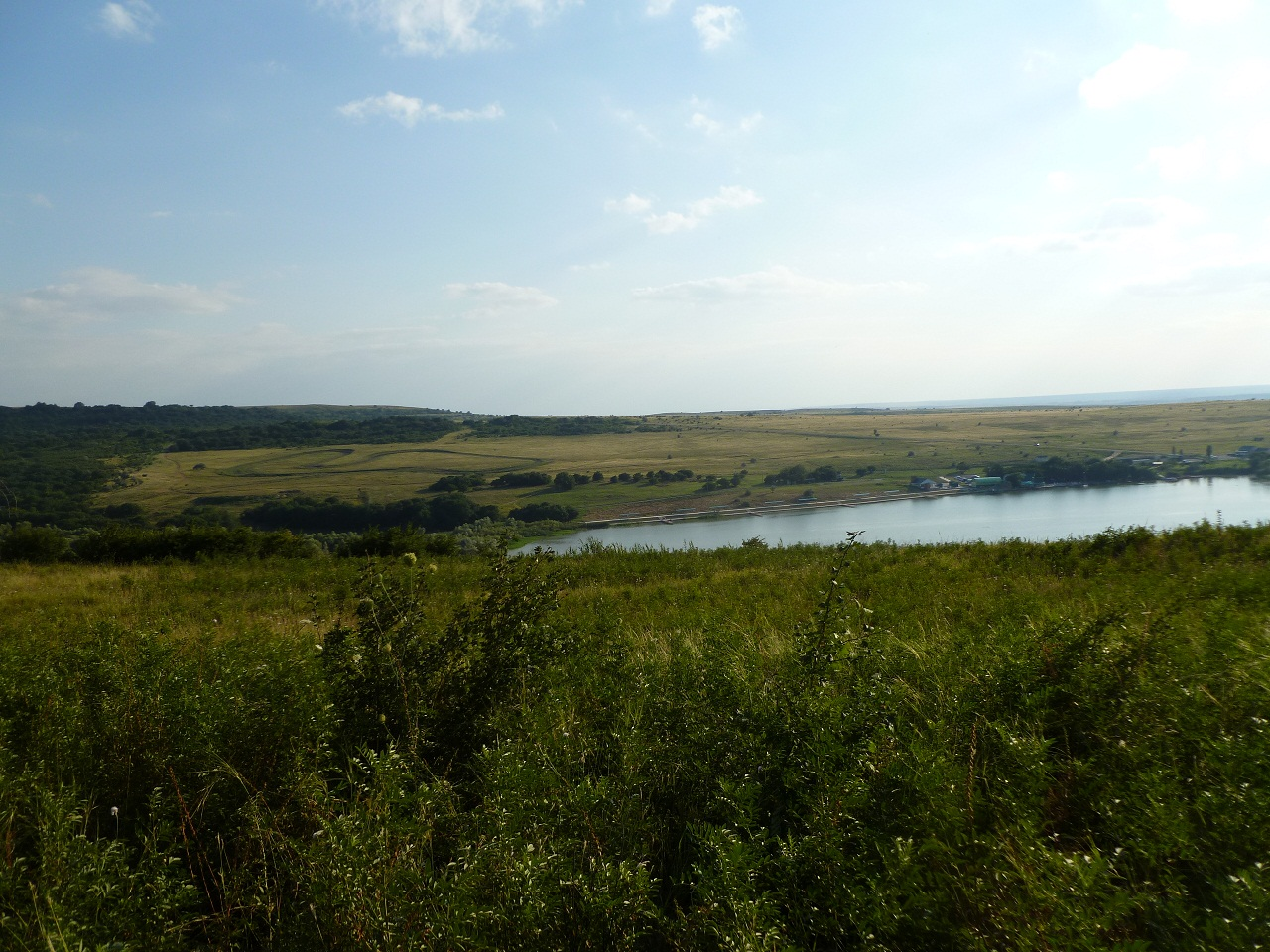
Пруд в Вербной балке

Сооружения на реке
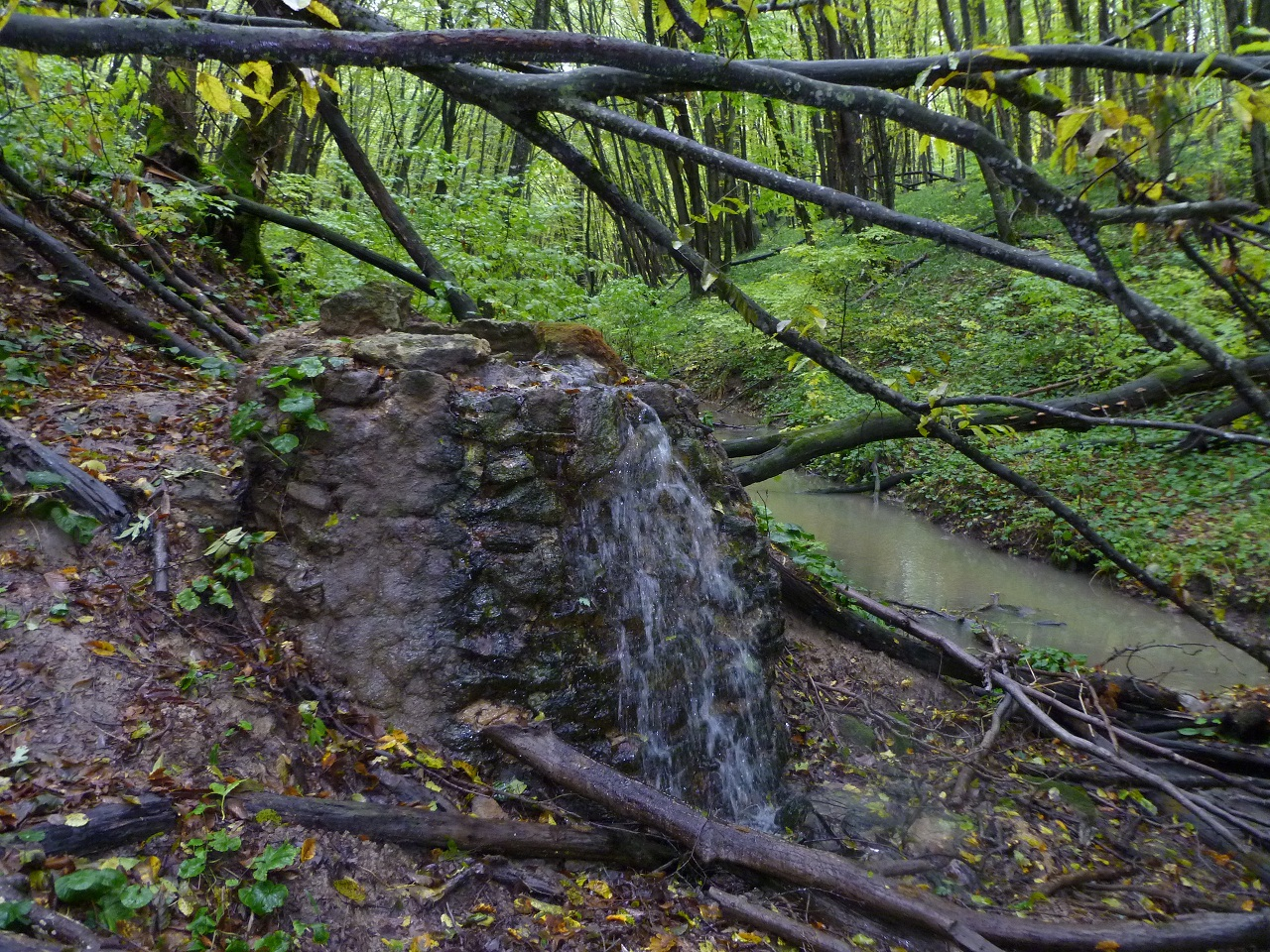
Каптированный родник на Вербовке
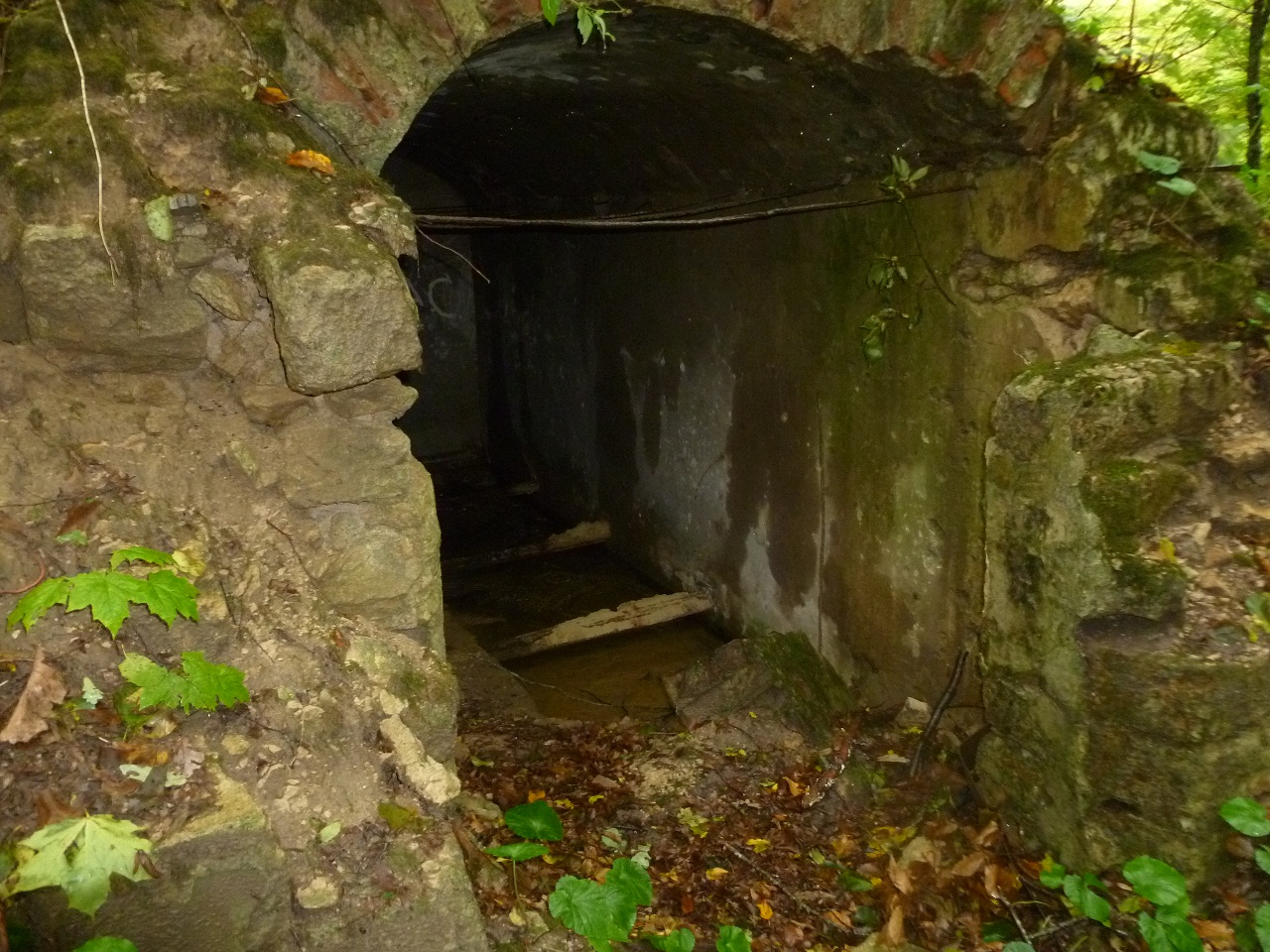
Каптаж в склоне реки
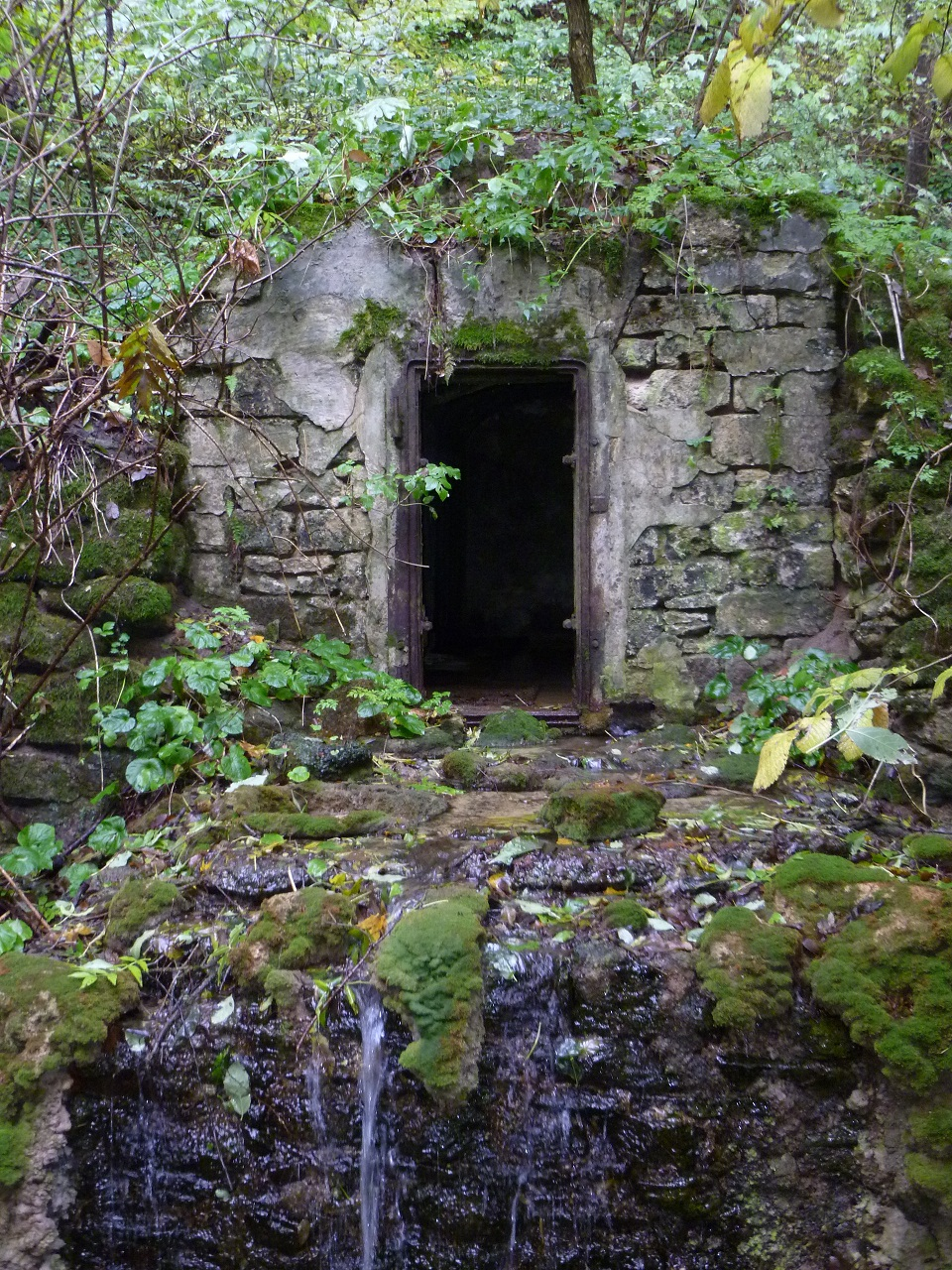
Каптаж
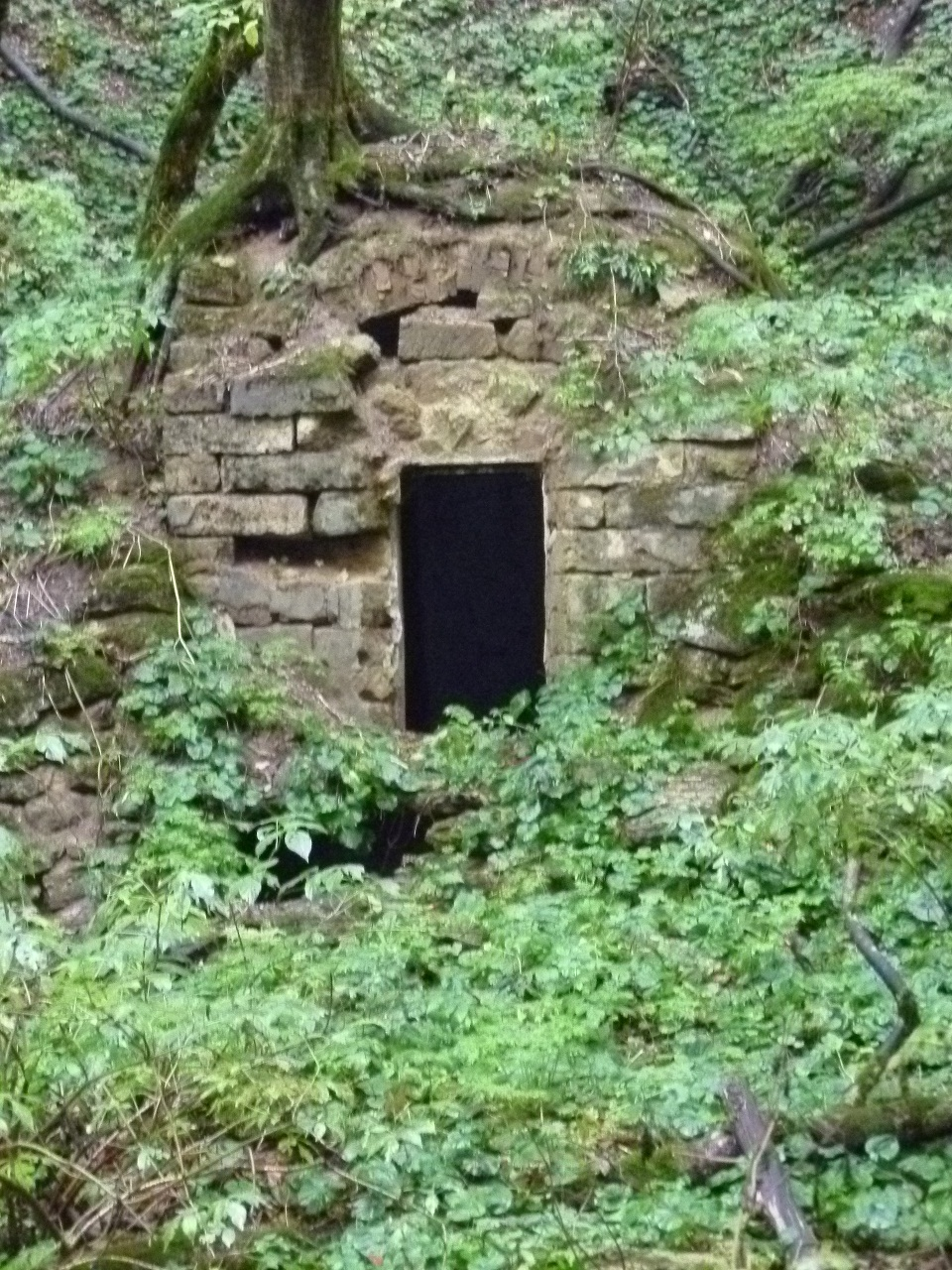
Один из каптажей
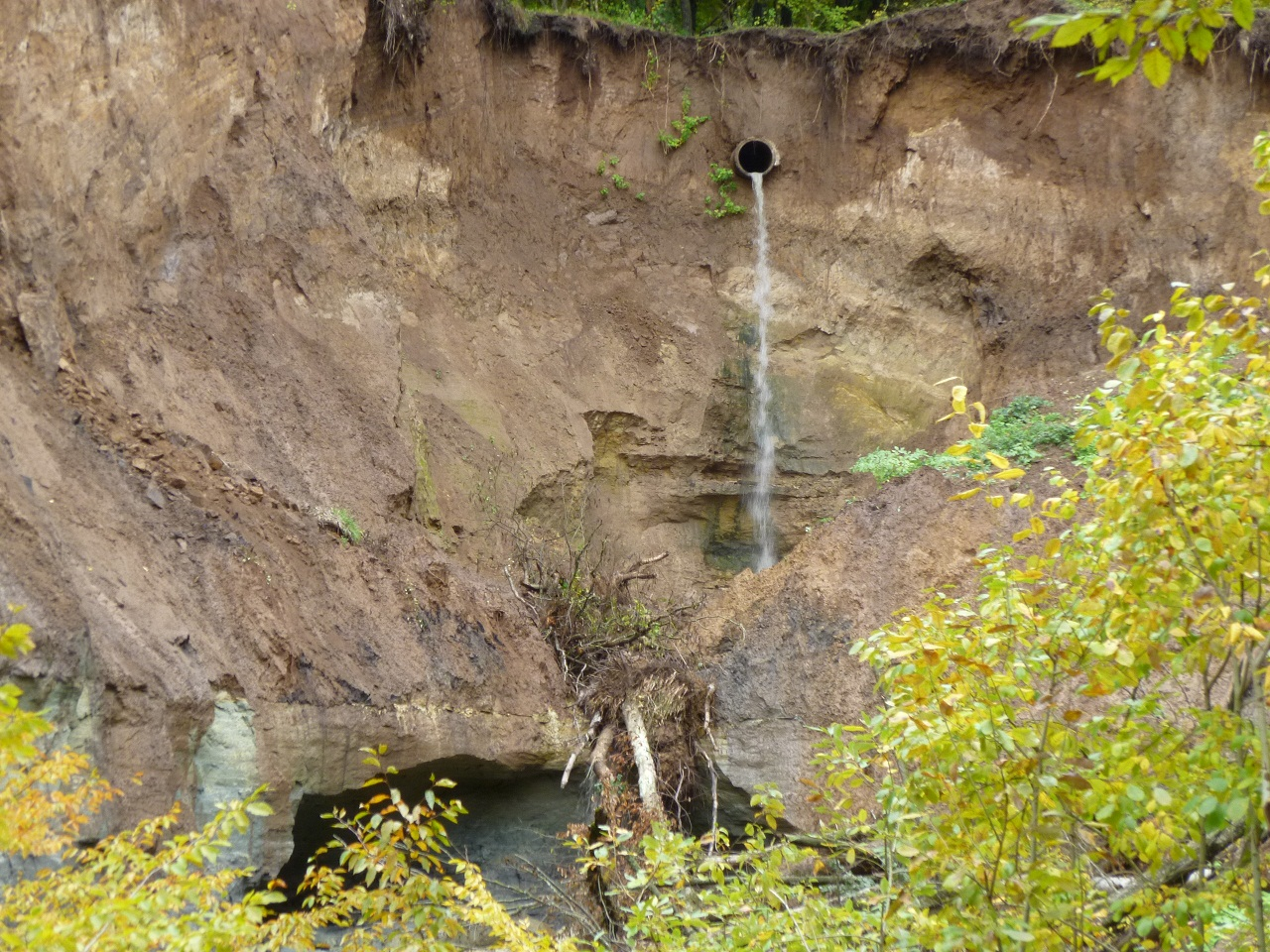
Рукотворный овраг
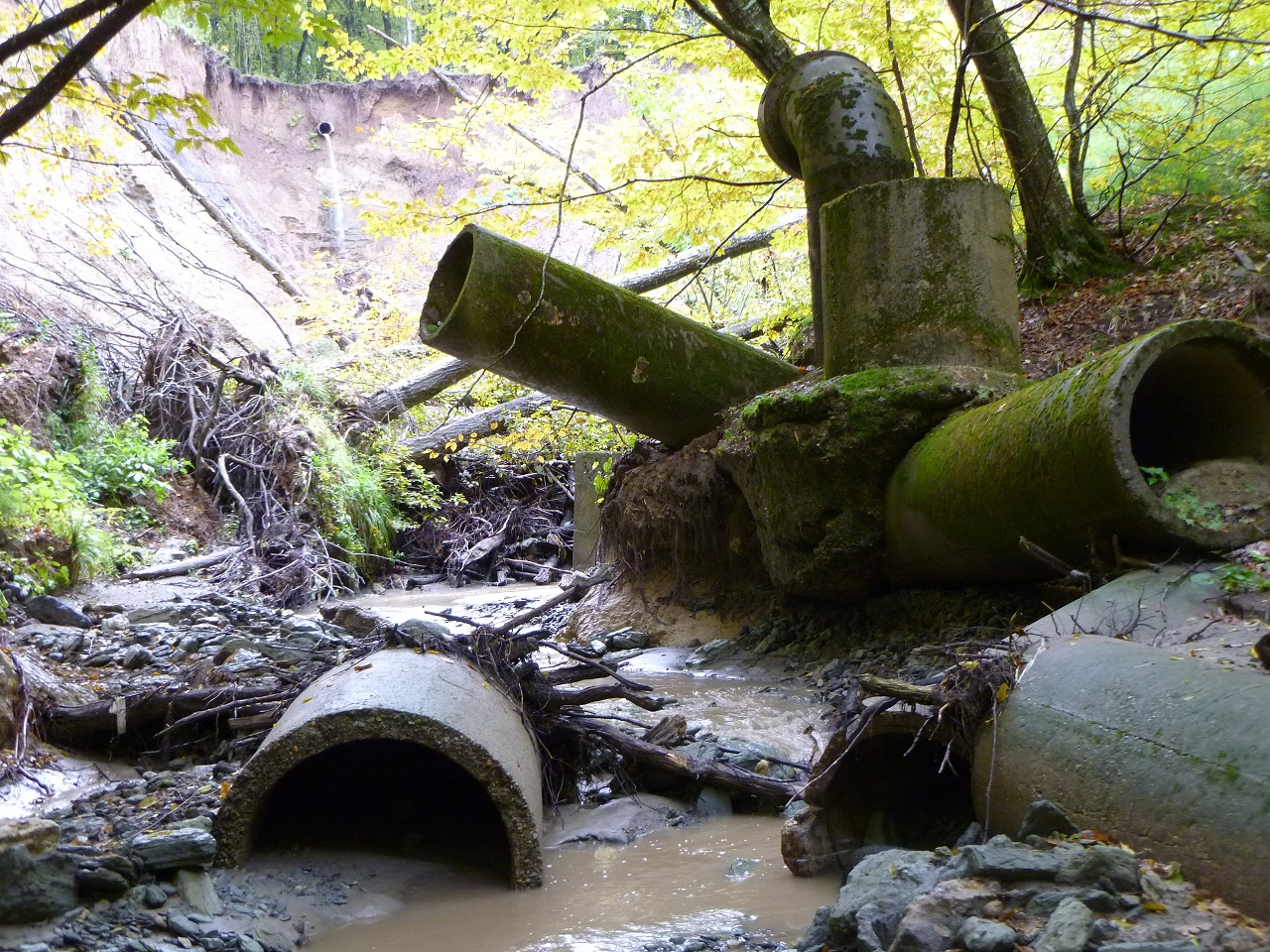
Руины ливневода